# 피에르 1세 (키프로스)

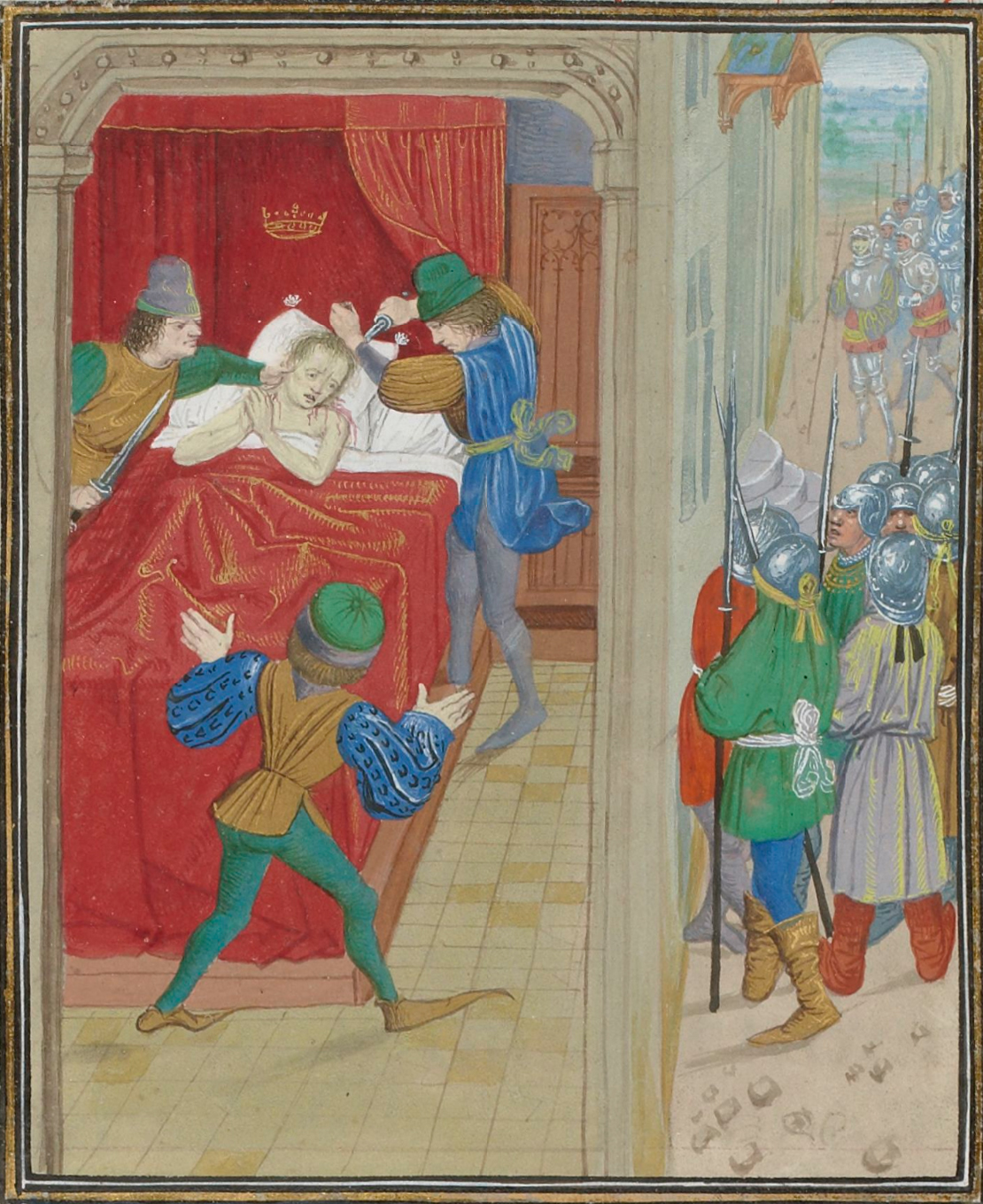
암살당하는 피에르 1세 (장 프루아사르 그림)

피에르 1세(프랑스어: Pierre Ier, 그리스어: Πέτρος Α΄ 페트로스 1세[*])는 키프로스 왕국의 왕이자 예루살렘 왕국의 명목상 왕이었다. 그는 위그 4세의 차남이다. 그가 군사적으로 성공한 국왕이었으나 그의 세 가신(기사)에 의해 암살되어 수많은 군사적 계획을 완성시킬 수 없었다.

## 같이 보기
- 교황 우르바노 5세